# Ernst von Below
Pour les articles homonymes, voir Below.
Ernst von Below (né le 17 avril 1863 à Königsberg et mort le 2 avril 1955 à Schleusingen) est un général d'infanterie allemand.

## Biographie

### Origine
Ernst est issu de l'ancienne famille noble von Below (de). Il est le fils du major général prussien Ferdinand von Below (1812-1870) et de sa femme Thérèse, née Mauve (de) (1823-1895).

### Carrière militaire
Issu du corps des cadets, Below rejoint le 99e régiment d'infanterie (de) de l'armée prussienne à Neustadt en tant qu'enseigne le 16 avril 1881. Il y est nommé sous-lieutenant le 1er février 1882 et sert adjudant du 1er juillet 1886 au 10 mai 1889. Par la suite, Below est adjudant du 1er bataillon et il est envoyé à l'Académie de guerre du 1er octobre 1890 au 23 juillet 1893, et entre-temps est promu premier lieutenant le 14 octobre 1890. Après son retour, il continue à servir dans son régiment régulier et est transféré au 31e régiment d'infanterie à Altona le 21 avril 1894. En même temps que sa promotion au grade de capitaine, Below est nommé commandant de compagnie. Il est ensuite affecté au bataillon d'instruction d'infanterie à partir du 4 octobre 1899 pour un peu moins d'un an. Il est ensuite muté en tant que commandant de compagnie au 4e régiment de grenadiers de la Garde. À partir de 1er avril 1903, Below reçoit l'ordre de servir auprès du prince Joachim Adalbert de Prusse. Le 6 mai 1903, il devient son adjudant personnel et est promu major le 27 janvier 1904. Below abandonne ce poste le 13 septembre 1906 avec sa nomination comme commandant du 2e bataillon du 91e régiment d'infanterie (de). Il devient ensuite commandant du 2e bataillon de la mer (de) à Wilhelmshaven le 4 avril 1908. Moins d'un an plus tard, il part pour Tsingtau pour y servir comme commandant du 3e bataillon de la mer. Il commande notamment les forces d'occupation de Pékin et à Tientsin et est promu lieutenant-colonel le 20 mars 1911. Après son retour dans l'Empire allemand, Below est commandant du III Stamm-See-Bataillon à Cuxhaven à partir du 22 mars 1912. Il rejoint ensuite l'état-major du 1er régiment de grenadiers de la Garde à Berlin le 27 janvier 1913, puis est promu colonel le 1er octobre 1913, date à laquelle il est nommé commandant du 153e régiment d'infanterie à Altenbourg. Six mois plus tard, Below est transféré à l'Office impérial aux Colonies en tant que commandant de la troupe de protection.

#### Première Guerre mondiale
Après le déclenchement de la Première Guerre mondiale, Below est nommé commandant du 27e régiment d'infanterie le 14 août 1914, après que son précédent commandant, le colonel Krüger, soit tombé à Liège. Cela est suivi d'une nouvelle avancée ainsi que de la bataille de la Marne et les combats d'Arras. Du 30 novembre 1914 au 28 mars 1915, Below est commandant de la 26e brigade d'infanterie de réserve devant Reims, puis jusqu'au 20 mai 1915, commandant de la 39e brigade d'infanterie de réserve, qui est affectée au 8e corps d'armée. Il devient ensuite commandant de la nouvelle 2e brigade de chasseurs, une troupe formée principalement pour la guerre en montagne, avec laquelle il combat dans les Carpates. Au printemps, la brigade retourne sur le front occidental en France, où elle combat en Champagne et devant Verdun. À partir d'août 1916, la brigade est à nouveau transférée sur le front de l'Est, où elle est affectée à la 200e division d'infanterie.
Le 27 janvier 1917, Below devient major général le 14 janvier 1917 et, le 14 septembre 1917, commandant de la 200e division d'infanterie. Avec cette division, il participe à l'offensive de l'Isonzo contre les Italiens. La mission de Below consiste à capturer la deuxième base la plus importante des positions ennemies, l'Ieza, haute de 929 mètres. Au cours de l'assaut réussi, des milliers de prisonniers, 99 pièces d'artillerie, 75 mitrailleuses, 45 lance-mines et lance-grenades, trois grands projecteurs et une vaste quantité d'autres armements, équipements et vêtements sont capturés. Le 27 octobre, des parties de la division prennent Azzida et poursuivent les Italiens au-delà d'Udine jusqu'à la rivière Piave, où l'offensive s'arrête et passe en guerre des tranchées. En février 1918, la division est transportée en France, où elle se prépare à l'offensive du printemps en conjonction avec la 2e armée. À la fin du mois de mars, la division est déployée sur la rivière Avre à l'est d'Amiens. Elle est ensuite affectée à la 7e armée avec laquelle elle mène la dernière bataille d'attaque allemande à l'ouest de Reims en juillet. Jusqu'à l'armistice, Below est impliqué avec la division dans les batailles de retraite devant la position d'Anvers-Meuse et dirige l'unité de retour au pays après la fin de la guerre.

#### Après-guerre
Après la démobilisation, Below est transféré aux officiers par l'armée le 6 février 1919 et est mis à disposition le 11 août 1919, avec le caractère de lieutenant général.
Below reçoit le caractère de général d'infanterie le 27 août 1939, le jour dit de Tannenberg
Après sa mort, il est enterré dans la tombe familiale de Below au cimetière des Invalides. Sa tombe est conservée.

### Récompenses
- Ordre de l'Aigle rouge de 4e classe[1]
- Croix de récompense du service prussien[1]
- Croix de chevalier de 1re classe de l'Ordre du Lion de Zaeringen[1]
- Commandant de 2e classe de l'Ordre d'Henri le Lion[1]
- Croix de chevalier d'Honneur de 1re classe de la Maison d'Oldenbourg et Ordre du Mérite du duc Pierre-Frédéric-Louis[1]
- Commandant de 2e classe de l'Ordre de la Maison ernestine de Saxe[1]
- Croix d'honneur d'officier de l'ordre de la Maison de Lippe[1]
- Ordre russe de Sainte-Anne de 2e classe[1]
- Ordre de Saint-Stanislas de 2e classe[1]
- Officier de l'Ordre de l'Éléphant blanc [1]
- Croix de fer (1914) de 2e et 1re classe
- Ordre de la Couronne de 2e classe avec épées en juillet 1916
- Pour le Mérite avec feuilles de chêne
  - Pour le Mérite le 24 novembre 1917
  - Feuilles de chêne le 13 octobre 1918